# William Alphonso Murrill
William Alphonso Murrill, né le 13 octobre 1869 à Lynchburg en Virginie et mort le 25 décembre 1957 à Gainesville en Floride, est un mycologue américain, connu pour ses travaux sur les Agaricales et les Polyporaceae.